# Pechhütte (Finsterwalde)
Pechhütte (früher auch Nehesdorfer Pechhütte; niedersorbisch Smólnica) ist ein Ortsteil der Stadt Finsterwalde im Landkreis Elbe-Elster im Süden des Landes Brandenburg.

## Lage
Pechhütte liegt in der Niederlausitz, etwa fünf Kilometer südlich des Stadtzentrums von Finsterwalde. Umliegende Ortschaften sind die Stadt Finsterwalde mit der Siedlung Nehesdorf im Norden, die zur Gemeinde Lichterfeld-Schacksdorf gehörenden Ortsteile Schacksdorf im Nordosten und Lichterfeld im Osten, Sorno im Südwesten sowie der zur Gemeinde Heideland gehörende Ortsteil Drößig im Nordwesten. Pechhütte liegt am Westrand des Lausitzer Braunkohlereviers, die ehemaligen Nachbardörfer Bergheide und Grünhaus wurden für den Tagebau Klettwitz-Nord devastiert. Eine kleine südöstliche Ecke der Gemarkung von Pechhütte liegt ebenfalls auf ehemaligem Tagebaugebiet.
Durch den Ort verläuft die Landesstraße 62 zwischen Elsterwerda und Finsterwalde. Auf der Gemarkung Pechhüttes fließen der Schiemenz-Mühlgraben und der Graben 307.

## Geschichte
Während des Mittelalters gab es in der Finsterwalder Umgebung mindestens 14 Pechhütten, in denen Holzteer hergestellt wurde. Im Jahr 1593 wurden vier weitere Pechhütten erwähnt, eine von ihnen südlich von Nehesdorf, wobei nicht gesichert ist, dass es sich dabei eindeutig um den heutigen Ort Pechhütte handelte. Erstmals mit Namen erwähnt wurde Pechhütte in einem Kirchenbuch aus dem Jahr 1620 unter dem Namen „Pechhütte bei Grünhaus“.
Vor dem Wiener Kongress und den dort beschlossenen Gebietsabtretungen des Königreiches Sachsen an das Königreich Preußen gehörte Pechhütte zu Sachsen. Ab 1816 gehörte der Ort zum Landkreis Luckau der preußischen Provinz Brandenburg. In der Topographisch-statistischen Übersicht des Regierungsbezirks Frankfurt a.d.O. für das Jahr 1840 ist der Ort als Pechhütte zu Nehesdorf verzeichnet. 1864 hatte der damals als Nehesdorfer Pechhütte bezeichnete Ort 15 Wohngebäude mit 105 Einwohnern und war nach Nehesdorf eingepfarrt. Neben der Pechhütte gab es im Ort auch ein Forsthaus. Seit 1935 gibt es im Ort eine Freiwillige Feuerwehr.
Der Ort Pechhütte war nie eine eigenständige Gemeinde, sondern gehörte immer zur Gemeinde Nehesdorf. Bis 1815 gehörte Pechhütte zum Luckauischen Kreis, dieser wurde nach den Gebietsänderungen des Wiener Kongresses in den Landkreis Luckau umgewandelt. Am 31. Januar 1928 wurde die Gemeinde Nehesdorf aufgelöst, Nehesdorf wurde ein Wohnplatz im Hauptort Finsterwalde und Pechhütte ein Ortsteil. Nach dem Zweiten Weltkrieg lag der Ort zunächst in der Sowjetischen Besatzungszone und anschließend in der DDR. Bei der am 25. Juli 1952 in der DDR durchgeführten Kreisreform wurde Pechhütte dem Kreis Finsterwalde im Bezirk Cottbus angegliedert. Nach der Wende wurde der Kreis Finsterwalde in Landkreis Finsterwalde umbenannt und schließlich aufgelöst, die Stadt Finsterwalde wurde mit ihren Ortsteilen dem Landkreis Elbe-Elster zugeordnet.

## Denkmale
Für den Ort Pechhütte ist in der Denkmalliste des Landes Brandenburg ein Baudenkmal verzeichnet:
- Die historische Ziegelgewölbebrücke am ehemaligen Mahlenzteich wird auf die Zeit zwischen 1890 und 1910 datiert. Sie befindet sich an der ehemaligen Verbindungsstraße zwischen Finsterwalde und Grünhaus, der heutigen Grünhauser Straße, über den Schiemenz-Mühlgraben.[6]